# Gladys Kipkemoi
Gladys Jerotich Kipkemoi (née le 15 octobre 1986) est une athlète kényane spécialiste du 3 000 mètres steeple.
Elle se révèle à l'âge de dix-sept ans en remportant la médaille d'or des Championnats du monde juniors 2004 de Grosseto où elle établit en finale un nouveau record de la compétition avec 9 min 47 s 26. 
Sélectionnée pour les Championnats du monde 2009 se déroulant à Berlin, la Kényane se classe huitième de la finale du steeple et améliore son record personnel sur la distance en réalisant le temps de 9 min 14 s 62. Elle termine troisième de la Finale mondiale de l'IAAF disputée en fin de saison à Thessalonique.

## Dopage
Le 19 novembre 2015, Kipkemoi est reclassée 7e des championnats du monde 2009 de Berlin à la suite de la disqualification de la vainqueur, l'Espagnole Marta Dominguez,.

## Palmarès
| Année | Compétition                   | Lieu          | Place | Temps         |
| ----- | ----------------------------- | ------------- | ----- | ------------- |
| 2004  | Championnats du monde juniors | Grosseto      | 1re   | 9 min 47 s 26 |
| 2006  | Finale mondiale               | Stuttgart     | 4e    | 9 min 37 s 57 |
| 2009  | Championnats du monde         | Berlin        | 7e    | 9 min 14 s 62 |
| 2009  | Finale mondiale               | Thessalonique | 3e    | 9 min 21 s 18 |
| 2010  | Jeux du Commonwealth          | New Delhi     | 3e    | 9 min 52 s 51 |

## Records personnels
- 3 000 m - 9 min 08 s 22 min (2006)
- 3 000 m steeple - 9 min 14 s 62 min (2009)